# Willem Groeneveld
Willem Groeneveld is een Nederlandse journalist.
Groeneveld volgde de opleiding journalistiek aan Windesheim in Zwolle. Hierna ging hij aan de slag als gamejournalist bij NDC Mediagroep. Vanaf 2014 werd hij eindredacteur bij Suksawat en Sikkom, blogs over de noordelijke steden Leeuwarden en Groningen. In 2019 werden er bij hem stenen door het raam gegooid en na een kritisch artikel in juni 2021 over Havos Vastgoed werd Groeneveld opnieuw geïntimideerd. In augustus van hetzelfde jaar werd er een molotovcocktail door de voordeur bij de journalist gegooid. Groeneveld kreeg op dat moment al enige tijd een vorm van politiebeveiliging. Voor het gooien van de molotovcocktail werden in juli 2022 twee complotdenkers tot vijf jaar gevangenisstraf en TBS veroordeeld.